# 魏方泰
魏方泰（1657年—1728年），字日乾，清朝政治人物，江西廣昌縣（今江西省抚州市廣昌縣）人，同進士出身。
康熙二十三年（1684年）甲子科江西鄉試解元。康熙三十九年，登進士，改庶吉士。康熙四十二年，授翰林院檢討。康熙四十四年，任山東鄉試正考官。康熙四十四年，任雲南學政。康熙五十三年，任福建鄉試正考官。康熙五十四年，任通政使司右通政。康熙六十一年，任太常寺卿。雍正元年，任詹事府詹事。雍正三年（1725年），任日講起居注官、禮部右侍郎。長子魏定國，康熙丙戌（1706年）進士；次子魏寶國，康熙甲午（1714年）舉人。